# Saale-Unstrut

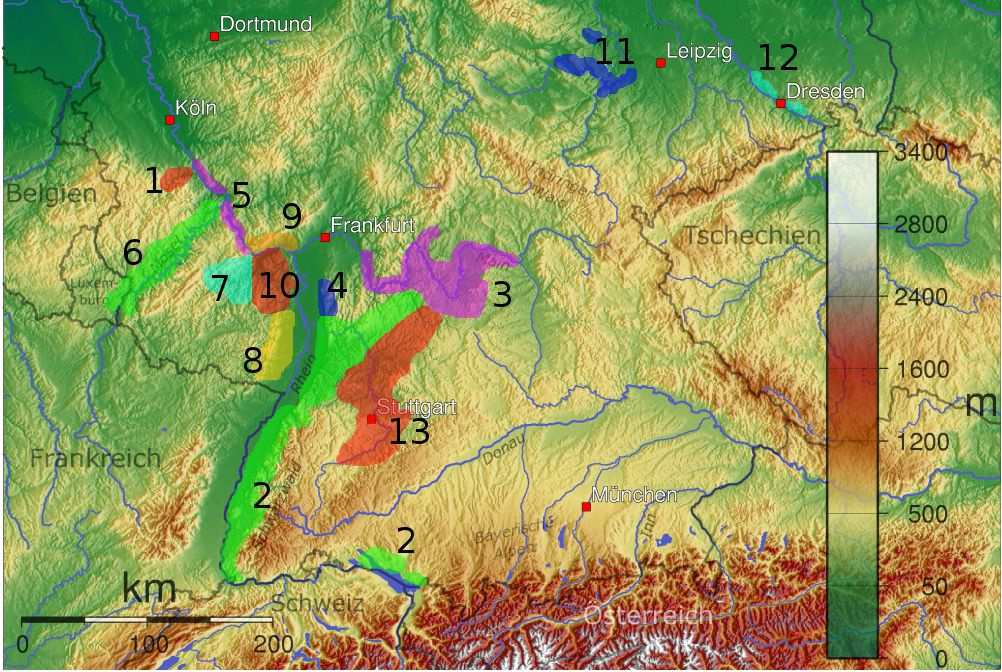
De wijnstreek Saale-Unstrut is nummer 11 op de kaart.

Saale-Unstrut is een wijnbouwstreek in Duitsland, vijftig kilometer ten zuidwesten van Leipzig en ten zuiden van Halle in de deelstaat Saksen-Anhalt.
Het is gelegen op de 51e noordelijke breedtegraad en daarmee Duitslands meest noordelijk gelegen wijnbouwgebied, genoemd naar de rivieren de Unstrut en Saale met als centrum de stad Freyburg. De Unstrut mondt uit in de Saale die op haar beurt weer een zijrivier van de Elbe is.

## Wijnbouwgeschiedenis

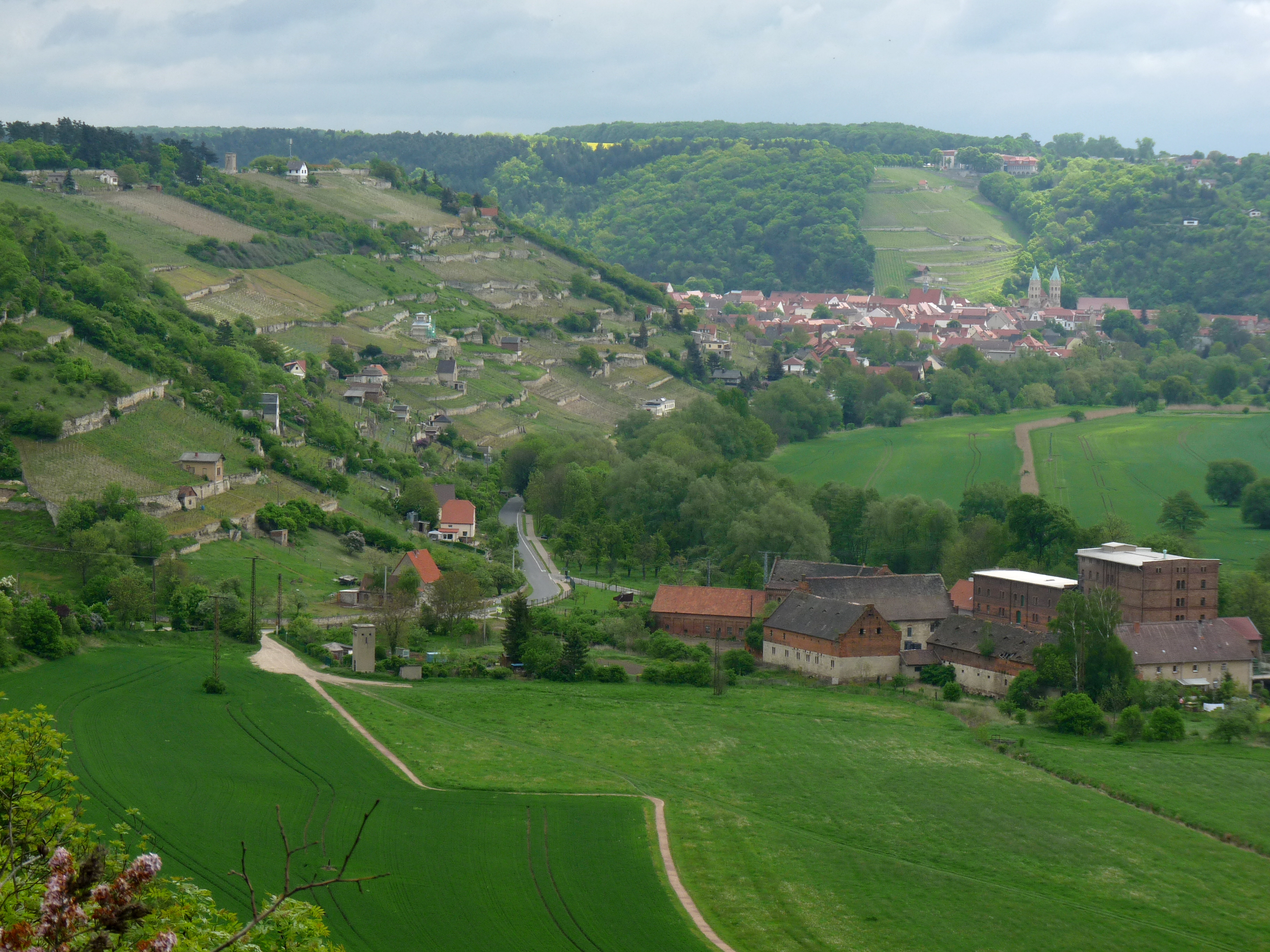
Links van het midden de wijngaarden aan de Unstrut gezien vanaf het historische Zscheiplitz. Rechts - net buiten beeld - stroomt de Unstrut

Wijnbouw is hier al meer dan duizend jaar bekend. In een oorkonde uit het jaar 998 staat vermeld dat keizer Otto III de wijngaarden schenkt aan het klooster Memleben.
Mede door een landbouwcrisis in de middeleeuwen bloeit de wijnbouw hier juist op. Op het hoogtepunt is dan een oppervlakte van 10.000 ha met druivenstokken beplant. Vanaf 1600 is de wijnbouw op een hoger plan gebracht door terrascultuur toe te passen langs de rivieren. De Dertigjarige Oorlog en de kleine ijstijd stonden verdere ontwikkelingen echter in de weg.
In 1835 werd in Naumburg een wijnbouwvereniging opgericht die zich met betere aanplant van druivenstokken begon te bemoeien. Door de komst van de druifluis  in 1887 bezweek het wijnbouwgebied bijna alsnog.
Na de Eerste Wereldoorlog bestond het wijngaardoppervlak uit nog maar 100 ha. Na veredeling op Amerikaanse onderstammen werden de druivenstokken vanaf 1923 weer met succes geplant.
Ook de DDR-tijd deed de wijnbouw hier geen goed. Veel wijnhuizen werden opgeheven of moesten volgens staatsinzicht gaan produceren. Hetgeen vaker op meer  kwantiteit dan kwaliteit neerkwam. Het wijngaardoppervlak breidde zich uit tot 480 ha.
De Duitse hereniging in 1989 deed de wijnbouw weer opbloeien. Veel onteigende wijnboeren kregen hun bezittingen weer terug. Het wijngaardareaal beslaat nu meer dan 600 ha.
Er zijn anno 2015 2 Bereichen, 3 Grosslagen en 23 Einzellagen. De bodem bevat kalk, mergel, zandsteen, leem en klei. Voornaamste gebruikte druivenrassen zijn: Müller-Thurgau, Silvaner, Weißer Burgunder, Riesling en Spätburgunder. Individuele wijnboeren kunnen in dit gebied hoge kwaliteitswijnen vinificeren.
Wijngoed Kloster Pforta, nabij Schulpforte, dat ressorteert onder Bad Kösen, behoorde oorspronkelijk bij het oude gelijknamige cisterciënzer klooster aldaar.

De Rotkäppchen Sektkellerei in Freyburg heeft ook een rijke historie.

Het Universitäts-Weinhaus heeft een eigen einzellage (=wijngaard) aan de Unstrut.

## Bron
- Duits wijninstituut